# Crêpe vonnassienne
Les crêpes vonnassiennes, aussi appelées crêpes parmentières, sont une spécialité culinaire française, à base de purée de pommes de terre.

## Présentation

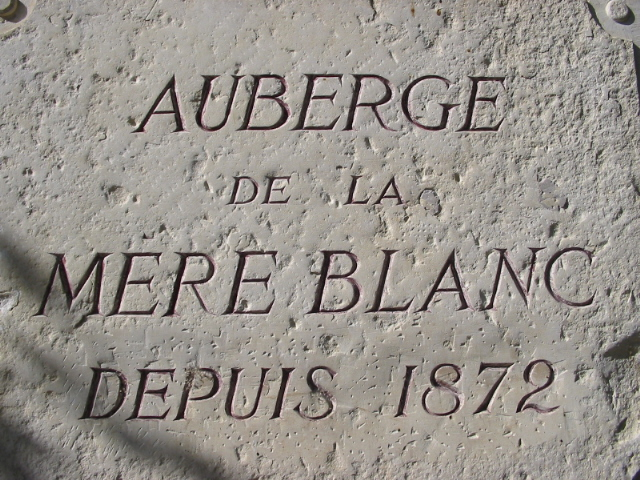
Auberge de la mère Blanc

Cette recette a été créée à Vonnas, dans le département de l'Ain, par Élisa Blanc, surnommée la mère Blanc, grande cuisinière et grand-mère du chef cuisinier Georges Blanc. 
Ce sont de petites crêpes formées avec une purée de pommes de terre détendue avec du lait jusqu'à en faire une pâte liquide, et cuites à la poêle.
Chaque année, cette spécialité est mise en lumière dans son fief à Vonnas à l'occasion de la fête de la crêpe et du cheval qui a lieu tous les 1er dimanche de juillet depuis 1992.